# Maand van de Geschiedenis
De Maand van de Geschiedenis (tot 2011 Week van de Geschiedenis) is een jaarlijkse themamaand in oktober. De themaweek bestaat sinds 2004 en werd tot 2010 georganiseerd door Anno. Sinds 2012 wordt het door het Openluchtmuseum georganiseerd in samenwerking met tientallen partnerorganisaties. De themamaand heeft als doelstelling geschiedenis voor een breder publiek toegankelijker te maken. Tijdens de themamaand organiseren musea, archieven, bibliotheken, gemeentes en culturele instellingen speciale activiteiten rondom het jaarlijkse thema. Dit komt in de vormen van tentoonstellingen, boeken, lezingen, rondleidingen en educatieve programma's.

## Geschiedenis
Tussen 2004 en 2010 werd de themaweek Week van de Geschiedenis ieder jaar gehouden in oktober. Sinds 2011 wordt er in oktober de themamaand Maand van de Geschiedenis gehouden. Van 2004 tot 2010 werd de week georganiseerd door Anno. Daarna nam het Nederlands Openluchtmuseum het over als themamaand.

## Thema's

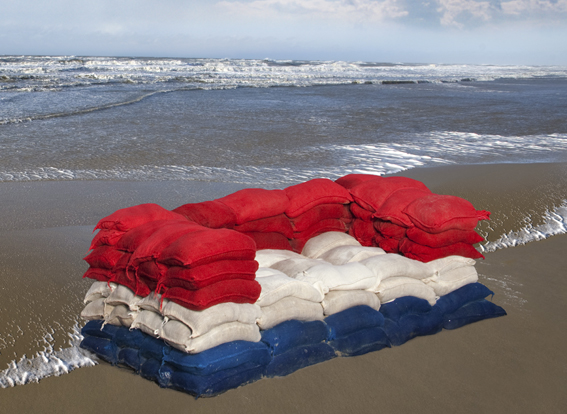
Week van de Geschiedenis 2010; Land & water

### Week van de Geschiedenis
| Jaar | Thema                  | Datum                     |
| ---- | ---------------------- | ------------------------- |
| 2004 | Typisch Nederlands     | 30 oktober t/m 7 november |
| 2005 | Buren                  | 29 oktober t/m 6 november |
| 2006 | Geloof & Bijgeloof     | 14 t/m 22 oktober         |
| 2007 | Wonen                  | 13 t/m 21 oktober         |
| 2008 | Verhalen van Nederland | 11 t/m 19 oktober         |
| 2009 | Oorlog & Vrede         | 17 t/m 25 oktober         |
| 2010 | Land & Water           | 16 t/m 24 oktober         |

### Maand van de Geschiedenis
Sinds 2011 vindt de Maand van de Geschiedenis plaats van 1 t/m 31 oktober. Sinds 2013 wordt elk jaar een essay geschreven met betrekking tot het thema.
| Jaar | Thema               | Auteur essay                       | Titel                              |
| ---- | ------------------- | ---------------------------------- | ---------------------------------- |
| 2011 | Ik & Wij            |                                    |                                    |
| 2012 | Arm & Rijk          |                                    |                                    |
| 2013 | Vorst & Volk        | Coen Verbraak                      | De ziel van Oranje                 |
| 2014 | Vriend & Vijand     | Michel Krielaars                   | Het kleine koude front             |
| 2015 | Tussen Droom & Daad | Ahmed Aboutaleb                    | Droom & Daad                       |
| 2016 | Grenzen             | Fidan Ekiz                         | Hoe lang nog zwijgen               |
| 2017 | Geluk               | Herman Pleij                       | Geluk!?                            |
| 2018 | Opstand             | Nelleke Noordervliet               | Door met de strijd                 |
| 2019 | Zij/Hij             | Alma Mathijsen en Marita Mathijsen | Niet schrikken mama                |
| 2020 | Oost/West           | Abdelkader Benali                  | Reizigers van een nieuwe tijd      |
| 2021 | Aan het werk        | James Kennedy                      | Aan het werk                       |
| 2022 | Wat een ramp!       | Beatrice de Graaf                  | Crisis!                            |
| 2023 | Eureka!             | Louise Fresco                      | Kruiden, kokkels en kippen         |
| 2024 | Echt nep            | Hans Schnitzler                    | De mens, de machine & de therapeut |
| 2025 | Natuurlijk          | Eva Vriend                         | De waterzoon                       |

## Evenementen

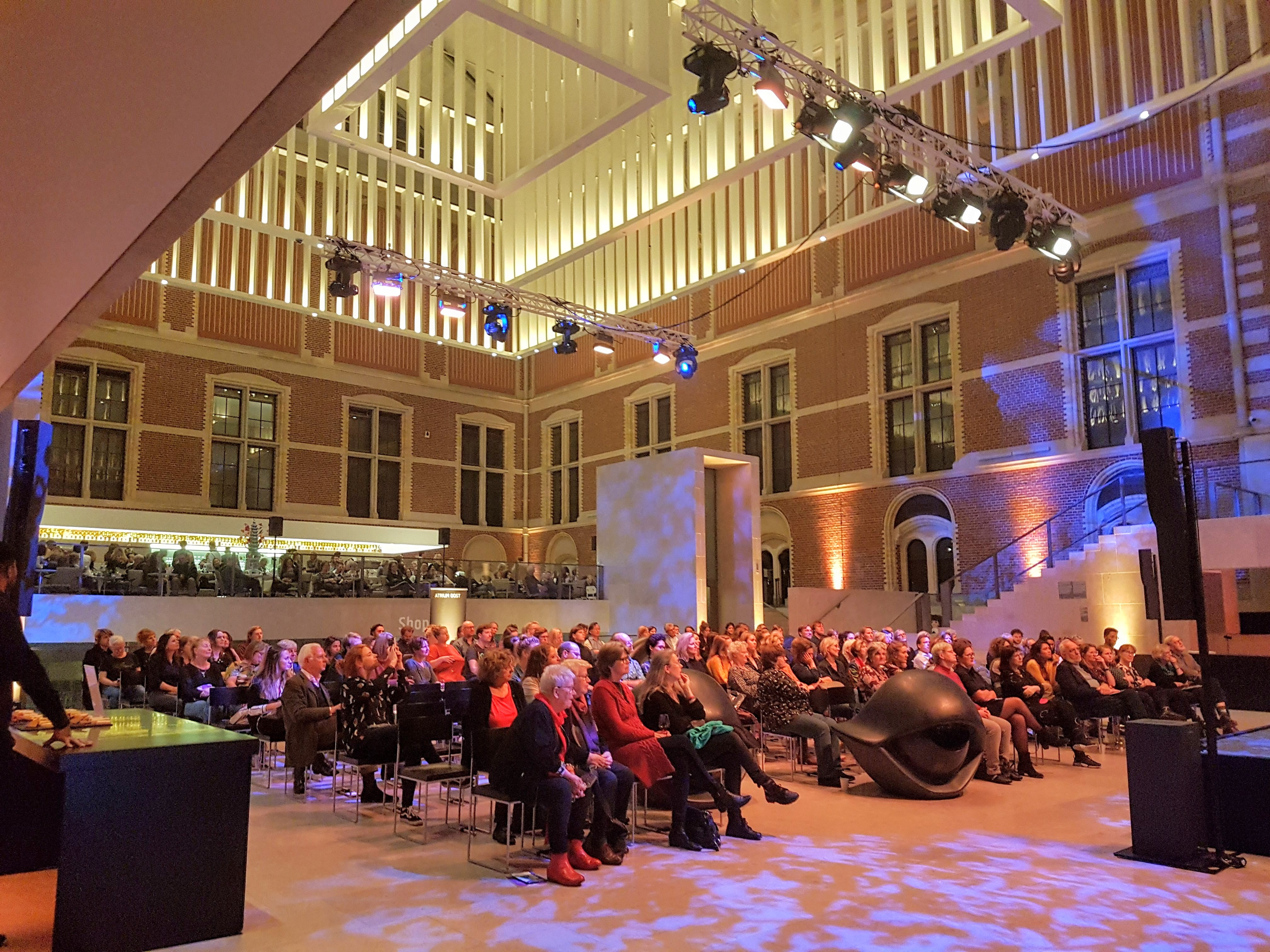
Nacht van de Geschiedenis in het Rijksmuseum in 2019

### Nacht van de Geschiedenis
De Nacht van de Geschiedenis wordt elk jaar georganiseerd door het Rijksmuseum. Ook verschillende andere steden organiseren een eigen Nacht van de Geschiedenis. Er zijn gevarieerde programma's met vele gasten gebaseerd op het thema van het betreffende jaar.

### Landelijke Archievendag
Tijdens de Landelijke (Open) Archievendag stellen verschillende archieven en culturele instellingen door het land heen hun deuren open voor. De archieven organiseren speciale activiteiten rond het thema van dat jaar.

### Stuk van het Jaar
In 2013 werd voor het eerst de online publieksverkiezing Stuk van het Jaar gehouden door De Nederlandse Archieven (DNA). Archieven uit heel Nederland nomineren een archiefstuk uit eigen collectie rondom het thema van dat jaar voor Stuk van het Jaar. Tijdens de Maand van de Geschiedenis organiseren de archieven tentoonstellingen en lezingen om het eigen archiefstuk te promoten. Het publiek kan online stemmen welk van de verschillende archiefstukken het Stuk van het Jaar moet worden. In 2015 werd bekend dat het Stuk van het Jaar een tweejaarlijkse verkiezing wordt.
- 2013 Toegangskaartje Europacupfinale Feyenoord-Celtic 1970[8]
- 2014 Liefdesbrief van Friese militair in Napoleons leger aan zijn geliefde in Friesland[9]